# Hylaeus infans
Hylaeus infans är en biart som först beskrevs av Cockerell 1910.  Hylaeus infans ingår i släktet citronbin, och familjen korttungebin. Inga underarter finns listade i Catalogue of Life.